# Leucandra infesta
Leucandra infesta är en svampdjursart som beskrevs av Arthur Dendy och R.W. Harold Row 1913. Leucandra infesta ingår i släktet Leucandra och familjen Grantiidae.
Artens utbredningsområde är havet utanför Sudan. Inga underarter finns listade i Catalogue of Life.